# Walther und Hildegund
Vom mittelhochdeutschen Versepos Walther und Hildegund sind lediglich Fragmente zweier Handschriften erhalten, deren Entstehung einhellig mit  der 1. Hälfte des 13. Jahrhunderts angegeben wird. Als Entstehungsort wird der steirische Raum vermutet. Die beiden Handschriften stammen von unterschiedlichen Schreibern, die unbekannt sind. Das Epos gehört in die Stofftradition der Erzählungen rund um den Hunnenkönig Attila, der in der mittelhochdeutschen Epik ‚Etzel‘ genannt wird.   
Gedichtet wurde das Epos eventuell schon um 1220. Verfasst wurde es in der sog. „Walther-Hildegund-Strophe“, die ein Abkömmling der Nibelungenstrophe ist, aber sich von dieser im Anvers der 4. Langzeile unterscheidet, der zu einem klingenden Sechstakter erweitert wurde.

## Das Grazer Fragment FG 2

### Überlieferung
Das im Steiermärkischen Landesarchiv aufbewahrte Fragment FG 2 besteht aus drei Bruchstücken, ein viertes scheint in Verlust geraten. Zwei der drei Pergamentstücke sind beschrieben, eines trägt lediglich einen Stempel. Zusammengesetzt messen die beiden Fragmente 4 × 10 cm, wobei das größere Stück  3 × 10 cm misst, das kleinere 1 × 10 cm. Die beiden Fragmente sind beidseitig beschrieben und bestehen aus insgesamt 8 Strophen. Die Verse und die Strophen sind nicht abgesetzt. Auf der Vorderseite und auf der Rückseite befindet sich jeweils ein rot geschriebener Großbuchstabe, der den Beginn einer Strophe markiert. Die Bruchstücke hatten als Makulatur-Stücke zur Einbandverstärkung einer Handschrift des Willehalm gedient, der von Wolfram von Eschenbach verfasst wurde. Die Stücke wurden vom Grazer Germanisten Karl Weinhold von diesem Einband abgelöst.
Wie bereits oben erwähnt, wird das Fragment von der neueren Forschung aufgrund paläographischer Indizien dem ersten Viertel des 13. Jahrhunderts zugerechnet.

### Inhalt
Im Grazer Fragment werden Ausschnitte aus Geschehnissen dargestellt, die sich am Hunnenhof ereignen. Hagen nimmt vermutlich von Etzel und seiner Frau Helche Abschied. Er verteilt Geschenke wie Pferde, Kleidung, Silber und Gold an diejenigen, die ihm an Etzels Hof nahestehen. Darauf folgen Bruchstücke eines Gespräches zwischen Hagen, Walther und Hildegund, die befürchtet, dass Walther sie am Hunnenhof zurücklassen wolle. Daraufhin rät Hagen, Hildegund mitzunehmen, denn sie sei es wohl wert, eine Kaiserin zu sein. Er erwähnt, dass er Zeuge gewesen sei, als Walther und Hildegund von ihren Vätern verlobt wurden. Jetzt bedauert Walther, dass er Hildegund vernachlässigt habe, und fasst wohl den Entschluss, sie auf seiner Flucht mitzunehmen.
Transliteration von Karl Strecker
Erste Seite, 1. Spalte

Grazer Fragment des Heldenepos „Walther und Hildegund“ aus dem Steiermärkischen Landesarchiv

-------------------------[den kunec und sin]                      Er bezeugte dem König und dessen Gattin
wip dar nach neig er in vil fliz                                     eifrig seine Ehrerbietung, was ihnen große Freude
ichliche und hiez vil saelich sin                                   bereitete.  Er gab jenen, die ihm im Hunnenland       
ir lip. Die do die naechsten ware                                 am nächsten standen, Pferde, Kleidung
bi im von Hiunen lant, den gab                                    und Silber zusätzlich zum Gold, welches
der snelle Hagene diu ross un daz                              man in Truhen brachte.
gewant, daz silber zu dem golde,                                Er sprach: Niemand soll etwas entbehren,
swaz mans im vur getruch. Er                                     das wäre sehr unhöflich.
sprach: niemen sold icht mit mir vliesen:
[daz waer ein michel ungevuch.]
Erste Seite, 2. Spalte
han ich not u [nde kumber het ich]                              Nie habe ich durch Dich
 ie durch dich. [wem wilt du mich]                                Kummer erfahren. Wem willst Du mich
 lazen, trotgeselle [min? woltstu]                                  überlassen, mein lieber Gefährte?
 daz ich von hinnen [mit dir schiede,]                           Wenn Du willst, dass ich mit Dir gehe,
 umb dich diende [ich jamers pin.]                                werde ich für Dich Leid und Schmerz ertragen.
----------------------------[do het]                                        Das kam dem starken Hagen zu Ohren.
der starche Hagene [daz maere]
wol vernommen di [-------------]
chet nimmer vor-------------------
Zweite Seite, 1. Spalte
-------------------------------ie getan. Do sprach                 Da sprach der starke Hagen:
[der starche Hagene: ze] wev sold dir din lip?              Wozu dient Dein Leben eigentlich?
----------------------------------inne, wem liezst                   Wem willst Du die Frau überlassen, die
[du daz wip, diu] din mit solhen e[ren]                          uns hier mit solchen Ehren begrüßt hat?
 [unz her gebiten] hat? sie waer wol                             Sie wäre es wohl wert, die Krone einer Kaiserin zu tragen.
[mit krone eine keyser] inne, die solde                         Du sollst um sie werben, das rate ich Dir.
[minnen. Dest] min rat. Do
--------mte Walther n----------------------------
Zweite Seite, 2. Spalte
[be]staetet und ir vater lant. Ich stu(n)t,                       Ich kann es bestätigen. Ich war Zeuge, als man
da man iuch maehlt beide: iz ist                                  Euch in Eurem Vaterland vermählte. Oh weh,
mir alles wol erkant. Owe                                             es tut mir leid, sprach Walther sogleich, dass meine
mich miner leide, sprach Walther                                 Frau Hildegund so lange auf
sa ze stunt. daz miner guten                                        meine guten Dienste verzichten musste.       
dienste min vro Hiltegunt ist also                                 Wenn ich jemals wieder meinen Minnedienst
verteilet her vil manige tac!                                           vernachlässige, würde das meine Ehre mindern.
Swen ich iemer mit minne wolde
[ir swichen, daz waer den eren min ein slac.] 

## Das Wiener Doppelblatt Codex 13383

### Überlieferung
Das zweite Fragment befindet sich in der österreichischen Nationalbibliothek in Wien. Es besteht aus zwei Pergamentblättern, die 220 × 160 mm und 172 × 115 mm messen. Es weist 36 Strophen auf, die Verse sind nicht abgesetzt. Als Entstehungszeit dieses Fragmentes wird ebenfalls die erste Hälfte des 13. Jahrhunderts angenommen.     

### Inhalt
Die beiden Wiener Blätter behandeln Ereignisse, die vermutlich gegen Ende des Epos angesiedelt sind.
Auf dem ersten Blatt wird die Flucht von Walther und Hildegund durch burgundisches Gebiet nach Lengers, wo sich Walthers Vater Alker befindet, geschildert. Er wird dabei von Volker und sechzig seiner Krieger begleitet, da von Ortwin, der in Metz residiert, Gefahr ausgeht. Boten werden vorausgesandt, die Alker die Ankunft seines Sohnes ankündigen. Alker und seine Frau hatten sich große Sorgen um ihren Sohn gemacht. Als Alker erfährt, dass es bei der Flucht Walthers zu schweren Auseinandersetzungen mit den Hunnen gekommen sei, möchte er seinem Sohn die Königsherrschaft übergeben, da sich dieser im Kampf gegen die Hunnen bewährt hat.
Das zweite Blatt berichtet von den Vorbereitungen zur Hochzeit von Walther und Hildegund. Es wird beschrieben, wie Boten mit Einladungen nach Arragon zu Hildegunds Eltern sowie nach England, Navarra und nach Kärlingen gesandt werden. Ja, sogar Etzel und seine Frau Helche sollen nach einigem Zögern eingeladen werden. Auch Gunther –  hier als „Vogt vom Rhein“ bezeichnet – will kommen, nachdem er Hagens Rat eingeholt hat.

### Formales
Bemerkenswert an diesem Fragment ist der versöhnliche Schluss des Epos. Die Tatsache, dass König Etzel und seine Gattin zur Hochzeitsfeier eingeladen werden sollen, obwohl Walther und Hildegund, die ursprünglich wohl als Geiseln an Etzels Hof gekommen waren, nach erbitterten Kämpfen mit den Hunnen geflohen sind, stellt eine Besonderheit dar.

## Rezeption der Handschrift
In der Vergangenheit wurde vermutet, dass der Dichtung kein Erfolg beschieden war und dass sie deshalb nur in Bruchstücken überliefert ist, weil die Rezipienten diesen versöhnlichen Schluss nicht goutiert hätten. Die neuere Forschung hingegen bezeichnet diese Versöhnungsbereitschaft des Helden als Merkmal der aventiurehaften Heldenepik des 13. Jahrhunderts und auch der nachfolgenden Epik. Diese Gattung bezieht ihre Stoffe aus der mündlichen Überlieferung, also aus tradierten Sagenstoffen.
Neben dem Motiv des Etzelhofes ist hier auch das Motiv der Heimkehr aus der Fremde zu erkennen. Auch das in der Literatur dieser Zeit öfter erscheinende Spanienmotiv taucht hier auf, indem Walther als „König von Spanien“ bezeichnet wird.  